# Öræfajökull
Öræfajökull er Islands største aktive vulkan og en stratovulkan, der også er landets højeste top, Hvannadalshnjúkur, som når 2.110 meter over havet. Vulkanen ligger på det sydlige ekstrem af Vatnajökull-gletsjeren og kan ses fra ringvejen mellem Höfn og Vík. Öræfajökull er dækket af en gletsjer, der udgør den sydlige del af Vatnajökull.
Den er en typiske stratovulkan har en kaldera på 12 km² og er en af de højeste vulkaner i Europa. Öræfajökull har kun haft to betydelige udbrud i de sidste 1.100 år. Det første, i 1362, var katastrofalt og et af Islands mest betydningsfulde vulkanske begivenheder. Det andet udbrud fandt sted i 1728, som var mindre og ikke forårsagede betydelig ødelæggelse. Vulkanen har været dvale i mere end 250 år og antages at udbrud forekommer cirka hvert par hundrede år.